# سقوط ۱۳۹۹ بورس تهران
سقوط ۱۳۹۹ بورس تهران اشاره به سقوط بازار سهام بورس تهران دارد که از اوایل مرداد ۱۳۹۹ شروع شد. شاخص کل این بورس در ابتدای سال ۵۰۸ هزار واحد بود، در ۱۹ مرداد از مرز ۲ میلیون واحد گذشت و رکورد تاریخی رقم زد ولی در ادامه وارد روند نزولی شد و در آخرین روز کاری اسفندماه شاخص کل بورس به سطح یک میلیون و ۳۰۷ هزار واحد رسید. بزرگ‌ترین ریزش بورس در مرداد  ماه 1399  اتفاق افتاد    در این سال سه مرتبه رئیس سازمان بورس و اوراق بهادار تغییر کرد.

## پیش‌زمینه
در زمان دولت احمدی‌نژاد طرح سهام عدالت در سال ۱۳۸۴ به تصویب هیئت وزیران رسید بنا شد که این طرح از بخشی از سهام شرکت‌های دولتی معین، به قشرهای کم‌درآمدتر فروخته شود. در انتهای دولت حسن روحانی سهام عدالت در بورس عرضه شد و ۵۰ میلیون ایرانی اکنون می‌توانستند سهام خود را بفروشند. فروش بی‌اندازه این طرح توسط کارگزاری‌ها یکی از ۸ دلیل سقوط بورس در مرداد قلمداد شد.

## گاهشمار
۵ فروردین و در اولین روز معاملاتی سال ۱۳۹۹ شاخص کل بورس در رقم ۵۰۸ هزار و ۶۶۱ واحد قرار داشت و در آخرین روز معاملاتی فصل بهار در ۳۱ خرداد ماه شاخص کل بورس به رقم یک میلیون و ۲۷۰ هزار واحد رسید تا بازدهی بورس در فصل بهار ۱۴۷ درصد باشد. شاخص بورس تهران در ۱۹ مرداد از مرز ۲ میلیون واحد گذشت و رکورد تاریخی رقم زد ولی در ادامه وارد روند نزولی شد و تا چهار ماه پس از آن نتوانست بازدهی‌های ماهانه مثبت را تجربه کند.
بعد از گذشت یک هفته از وعده حسن روحانی برای گشایش اقتصادی و اذعان به ادعاهایی چون «بورس بهترین جا برای سرمایه گذاریست»، به دلیل منتفی شدن عرضه دارا دوم شاخص کل بورس تهران از دو میلیون یکصد هزار به یک میلیون ۶۰۰ هزار سقوط کرد.
در حالی که شاخص کل افت حدود ۳۰ درصدی را تجربه کرد، سهامداران در بسیاری از نمادها تا ۵۰ درصد سقوط را تجربه کردند. در ۲۶ مرداد بورس تهران با ریزش ۸۹ هزار واحدی رکورد سقوط بازار را در ۵۳ سال گذشته را شکست. در دوم شهریور ماه رکورد تاریخی خروج نقدینگی حقیقی از بازار شکسته شد در این روز ۳۰۰۰ هزار میلیارد تومان پول از بازار بورس خارج شد. از دست رفتن سرمایه‌های مردم در حالی صورت گرفت که پول خیلی از سهامداران در نمادهای معروف خودرو، خساپا و شستا قفل شده بود و قادر به فروش نبودند.
در آخرین روز کاری شهریور شاخص کل بورس در رقم یک میلیون و ۵۹۵ هزار واحد قرار گرفت تا بازدهی فصل تابستان ۲۵ درصد شود. با شدت گرفتن ریزش شاخص بورس، موج خروج سهام‌داران حقیقی از بازار شروع شد.   درآخرین روز کاری آذرماه شاخص کل بورس به سطح یک میلیون و ۴۳۹ هزار واحد رسید و بازدهی فصل پائیز منفی ۱۰ درصد شد.
در انتهای دی ماه حسن قالیباف‌اصل رئیس وقت سازمان بورس استعفا کرد. یک هفته بعد محمدعلی دهقان‌دهنوی به ریاست سازمان بورس منصوب شد. در آخرین روز کاری اسفندماه شاخص کل بورس به سطح یک میلیون و ۳۰۷ هزار واحد رسید تا بازدهی فصل زمستان منفی ۹٫۱ درصد شود.

## کسری بودجه
اکثر کارشناسان بر این باور بودند که بعد تحریم خرید نفت توسط آمریکا دولت با کمبود شدید بودجه مواجه بود که با سرازیر کردن مردم به بورس این کسری را جبران کرد.

## واکنش‌ها
سید ناصر موسوی لارگانی، عضو هیئت رئیسه و عضو کمیسیون اقتصادی مجلس شورای اسلامی در صفحه شخصی خود در فضای مجازی نوشت:
«بورس امروز هم با افت نسبتاً قابل توجهی مواجه شد. تمام وعده‌ها و اقدامات دولت برای بازگرداندن بازار به ریل عادی ثمر نداده‌است، حدود یک و نیم هزارمیلیارد تومان (۲۵ درصد کل ارزش بورس) پودر شده و از دست رفته‌است.
واقعاً دولت مقابل آب شدن سرمایه مردم احساس مسئولیت دارد؟»
فرهاد دژپسند وزیر امور اقتصادی و دارایی هرگونه دستکاری در بازار را رد کرد حسن روحانی هم که قبلاً مردم را به بورس دعوت کرده بود در جلسه هیئت دولت گفت: بورس پایین و بالا دارد؛ مردم بدانند این ذات بازار است.